# Engenho Cajaíba

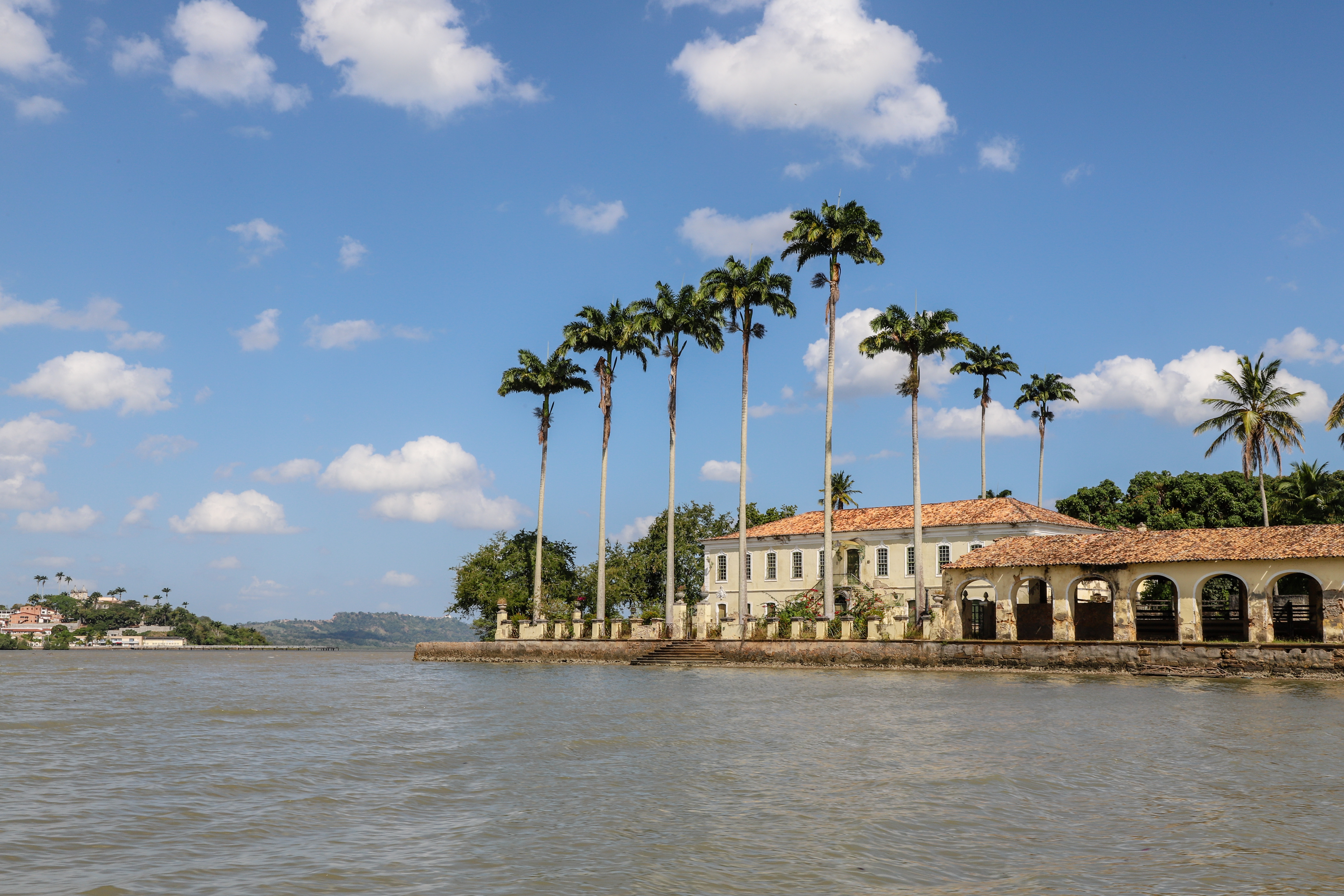
Engenho Cajaíba: Casa Grande e Antiga Fábrica

O Engenho Cajaíba foi um engenho de açúcar brasileiro do final do século XVIII e que pertenceu à família do Barão de Cajaíba. Localizado na ilha de Cajaíba, no município de São Francisco do Conde.

## História
Sua origem remonta ao final do século XVIII, quando era propriedade do Sargento-Mor do R. de Milícias da Vila de São Francisco do Conde, José J. de Argolo. Após seu falecimento, o engenho é transferido para seu filho José Maria de Argolo Ferrão. Entretanto este falece três anos depois e a propriedade passa então ao tenente coronel Alexandre G. A. Ferrão, que nasceu na propriedade em 1800 e seria o futuro Barão de Cajaíba.
Em 1837, o Visconde de São Lourenço, o Ten. Cel. Luis da França Brito Garcez e o proprietário reuniam-se no Engenho, transformando-o no centro contra a Sabinada. Após a morte de Alexandre G. A . Ferrão, a propriedade passa para seu filho, o Visconde de Itaparica, herói no Paraguai.
Em 1908 o Engenho é hipotecado e a empresa Almeida Castro & Cia a adquire. Dez anos mais tarde, na liquidação desta empresa, a propriedade passa para novos donos, Bernardo M. Catarino e depois para sua filha D. Almerinda M. Catarino da Silva. Em 1965, D. Alice Maria R. dos Santos Marigliani herdou a propriedade de sua mãe.

## Arquitetura

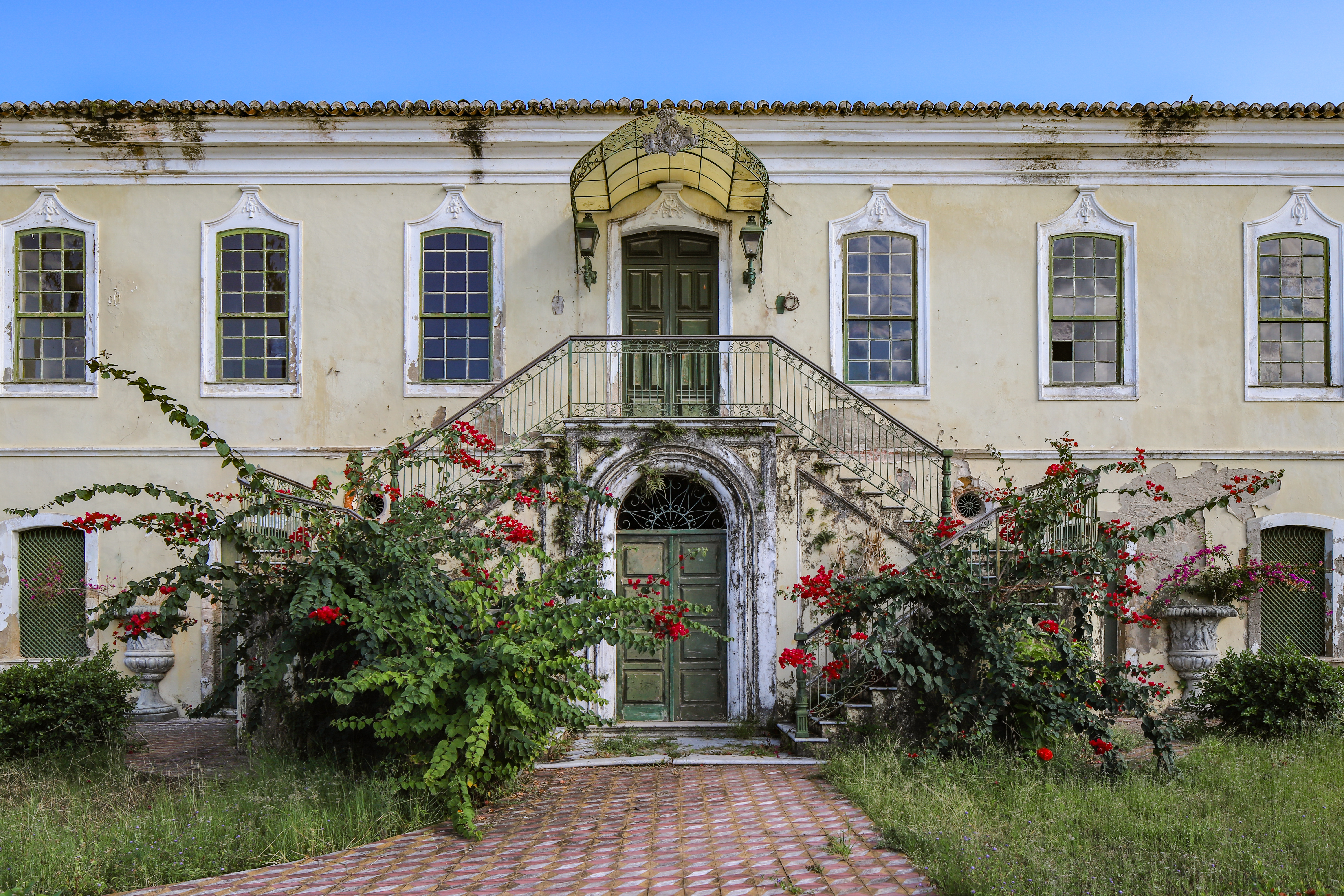
Fachada da Casa Grande do Engenho Cajaíba

A propriedade é composta da casa de engenho e da antiga fábrica, situada à margem do canal que separa a ilha do continente.
A casa de engenho foi erguida no século XIX, apesar da propriedade já existir desde o século XVIII. É uma construção de dois pavimentos, com telhado de quatro águas. Em sua fachada com dez janelas, a entrada é feita por um dupla escadaria de dois lances, dando acesso diretamente ao pavimento nobre. Escadaria e terraço são revestidos de mármore oriundos da Itália. O casarão possui um oratório com uma grande tela a óleo de Nossa Senhora da Conceição no altar. Parte do assoalho do piso e do teto ruíram, assim como existem poucos móveis que permaneceram no casarão, porém também em estado precário de preservação.

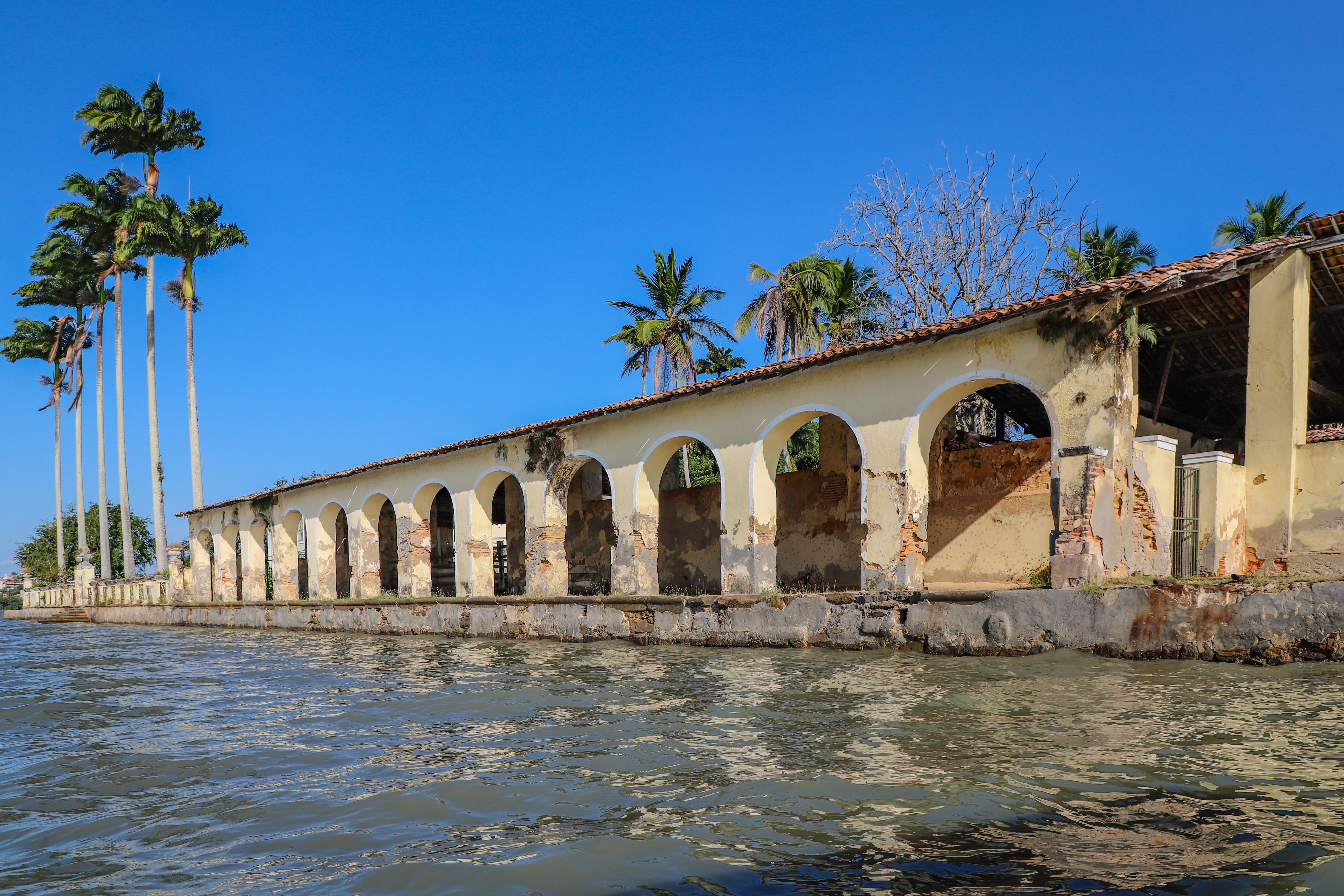
Antiga Fábrica com seus doze arcos

No jardim a frente da casa, encontram-se dois jarros de mármore e quatro de bronze, além de uma lápide de lioz, datada de 1771, procedente do Mosteiro de Nossa Senhora das Brotas. Este jardim é fechado por grades e possui cinco palmeiras imperiais.
A antiga fábrica é usada atualmente como curral e infelizmente não mantém nenhum dos equipamentos primitivos. É um grande galpão de planta trapezoidal, com telhado de duas águas. Em sua fachada principal encontra-se uma arcaria de doze arcos plenos.
A construção foi tombada pelo IPAC em 2004.

## Escravidão
O Barão de Cajaíba foi conhecido por sua crueldade no tratamento dos escravos, existindo a lenda que o local é mal assombrado pelas almas dos que lá sofreram.
Apesar das histórias contadas e que permanecem na memória do povo não possuírem registro histórico para confirmar, o certo é que um de seus filhos foi assassinado por seus próprios escravos em 1878. O Barão de Cajaíba teve dois filhos com o mesmo nome, um legítimo e outro não, fruto de seu romance com Felicidade Perpétua. Ambos chamavam-se Alexandre Gomes de Argollo Ferrão. O filho que teve com Felicidade Perpétua nasceu em Salvador e foi legitimado posteriormente, tornou-se o Visconde de Itaparica. O filho legítimo conhecido como "barãozinho" nasceu na casa grande de Cajaíba e foi proprietário do Engenho de Catingui. Este último foi assassinado pelos próprios escravos durante a madrugada de três de setembro de 1878.
Também em carta de sua filha D. Maria Augusta ao seu pai, o Barão de Cajaíba, ela relata a forma como os feitores maltratavam os escravos.